# Jasień
Jasień [pronunciación en polaco: /ˈjaɕeɲ/] es un pueblo ubicado en el distrito administrativo de Gmina Kobiele Wielkie, dentro del Distrito de Radomsko, Voivodato de Łódź, en Polonia central. Se encuentra aproximadamente a 5 kilómetros al suroeste de Kobiele Wielkie, a 12 kilómetros al sureste de Radomsko, y a 87 kilómetros al sur de la capital regional Łódź.